# Sacra Famiglia Bracci
La Sacra Famiglia Bracci è un dipinto a olio su tavola (129x105 cm) di Andrea del Sarto, databile al 1523 circa e conservato nella Galleria Palatina di Firenze.

## Storia
Il dipinto fu eseguito per il mercante patrizio Zanobi di Giovambattista Bracci e, quando apparteneva ancora ai suoi discendenti, Pier Francesco di Jacopo Foschi ne realizzò una copia. Nel 1579 Monsignor Antonio Bracci donò l'originale a Ferdinando I de' Medici, dopo averne fatto fare un'altra copia da Alessandro Allori. Come molte opere dell'allora cardinale, venne portata a Roma, dove era ancora nel 1671 e riportata a Firenze all'epoca del gran principe Ferdinando, nel 1706, che la collocò in una villa non meglio precisata, forse Pratolino, Poggio Imperiale o Castello.
A Pitti arrivò entro il 1761. In passato venne ipotizzata la partecipazione della bottega, ma oggi si ritiene il lavoro in massima parte autografo, con datazione al 1523 sulla base di motivi stilistici, quando forte era ancora l'influenza michelangiolesca (Shearman).

## Descrizione e stile
L'opera mostra la Sacra Famiglia con san Giovannino, in una composizione ben studiata, inscrivibile in un ovale, che dimostra l'assimilazione di Raffaello del periodo fiorentino. Maria seduta contempla dolcemente il figlio disteso in terra su un lenzuolo rosato, mentre dietro di lei veglia san Giuseppe e a destra sta in piedi san Giovannino, in una posa di vivace plasticità che ricorda l'esempio di Michelangelo.
Anche lo sfondo asseconda la disposizione delle figure, con una quinta rocciosa a sinistra a cui corrisponde, sulla destra dove ci sono i fanciulli, un'apertura paesistica. Particolarmente affascinante è il panneggio della veste di Maria, che si frammenta in una serie di piccole crepe accartocciate dove la luce si accende di riflessi vivaci, derivata dall'esempio delle stampe di Dürer, allora popolarissime anche a Firenze, e che dimostra un dialogo con gli altri artisti della "maniera": Pontormo e Rosso Fiorentino.